# Рельефное текстурирование

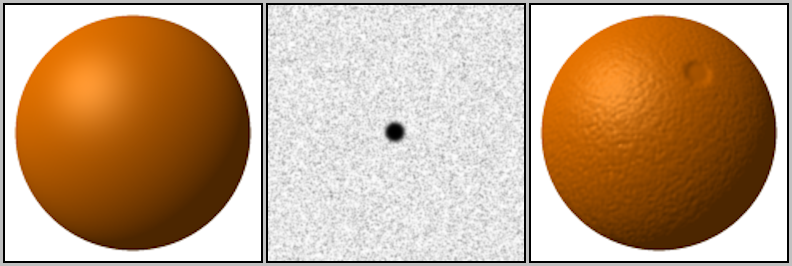
Сфера без рельефной текстуры; Рельефная текстура, наложенная на изображение ниже; Сфера геометрически идентичная первой, но с наложенной рельефной текстурой. Благодаря этому меняется реакция при затенении, в результате чего эффект бугристой поверхности делает сферу похожей на апельсин.

Рельефное текстурирование — метод в компьютерной графике для придания более реалистичного и насыщенного вида поверхности объектов.

## Bump mapping
Bump mapping — простой способ создания эффекта рельефной поверхности с детализацией большей, чем позволяет полигональная поверхность. Эффект главным образом достигается за счёт освещения поверхности источником света и чёрно-белой (одноканальной) карты высот, путём виртуального смещения пикселя (как при методе Displace mapping) как если бы там была вершина (только без физического и визуального сдвига), за счёт чего таким же образом изменяется ориентация нормалей использующихся для расчёта освещённости пикселя (затенение по Фонгу), в результате получаются по-разному освещённые и затенённые участки. Как правило, bump mapping позволяет создать не очень сложные бугристые поверхности, плоские выступы или впадины, на этом его использование заканчивается. Для более детальных эффектов впоследствии был придуман Normal mapping.

## Normal mapping

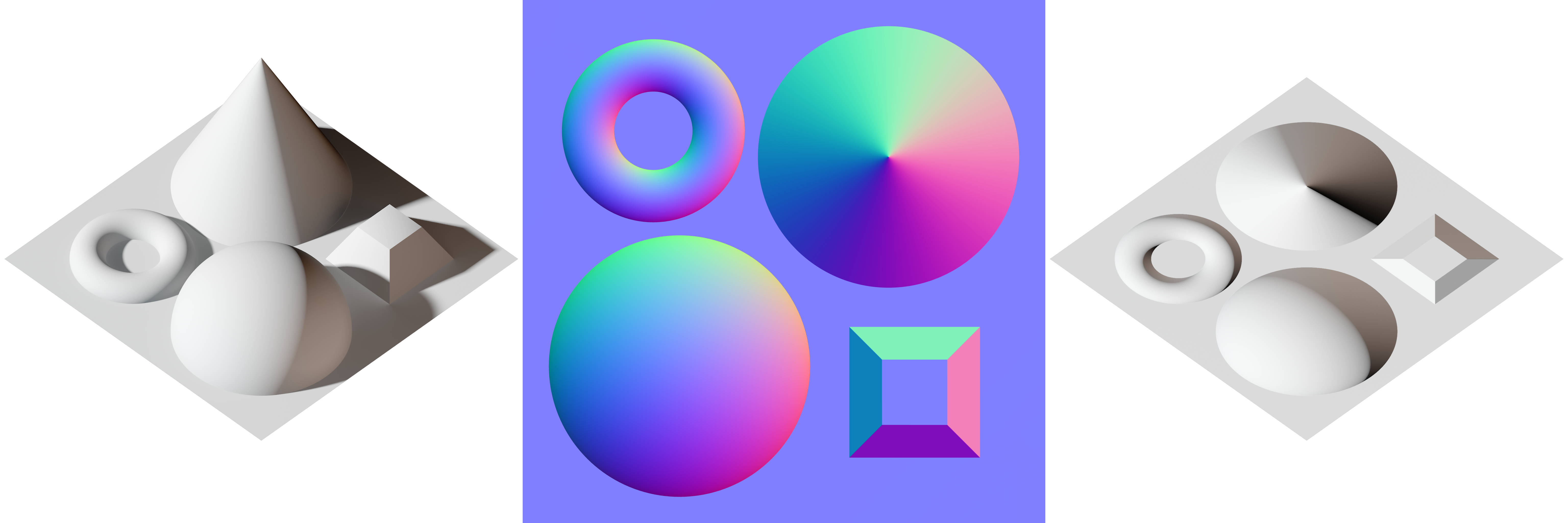
Результат работы технологии

Normal mapping — техника, позволяющая изменять нормаль отображаемого пикселя основываясь на цветной карте нормалей, в которой эти отклонения хранятся в виде тексела, цветовые составляющие которого [r,g,b] интерпретируются в оси вектора [x, y, z], на основе которого вычисляется нормаль, используемая для расчёта освещённости пикселя. Благодаря тому, что в карте нормалей задействуются 3 канала текстуры, этот метод даёт большую точность, чем Bump mapping, в котором используется только один канал и нормали, по сути, всего лишь интерпретируются в зависимости от «высоты».
Карты нормалей обычно бывают двух типов:
object-space — используется для недеформирующихся объектов, таких как стены, двери, оружие и т. п.
tangent-space — применяется для возможности деформировать объекты, например персонажей .
Для создания карт нормалей обычно используется высокополигональная и низкополигональная модели, их сравнение даёт нужные отклонения нормалей для последней.

## Parallax mapping
Данная технология также использует карты нормалей, но, в отличие от normal mapping, она реализует не только освещение с учётом рельефа, но и сдвигает координаты диффузной текстуры. Этим достигается наиболее полный эффект рельефа, особенно при взгляде на поверхность под углом.

### Parallax occlusion mapping
Parallax occlusion mapping является усовершенствованной и в то же время одной из наиболее вычислительно сложных разновидностей Parallax mapping. Фактически представляет собой форму локальной трассировки лучей в пиксельном шейдере. Трассировка лучей используется для определения высот и учёта видимости текселей. Иными словами, данный метод позволяет создавать ещё большую глубину рельефа при небольших затратах полигонов и применении сложной геометрии. Недостаток метода — невысокая детализация силуэтов и граней.
Реализовать Parallax occlusion mapping возможно в рамках функциональности API DirectX 9 Shader Model 3, однако для получения оптимальной производительности видеокарта должна обеспечивать надлежащий уровень скорости исполнения ветвлений в пиксельном шейдере. На данный момент Parallax occlusion mapping используется в некоторых компьютерных играх, например, Crysis, Metro 2033 и ArmA 2. Также эта технология используется в популярном бенчмарке 3DMark Vantage.

## Displacement mapping

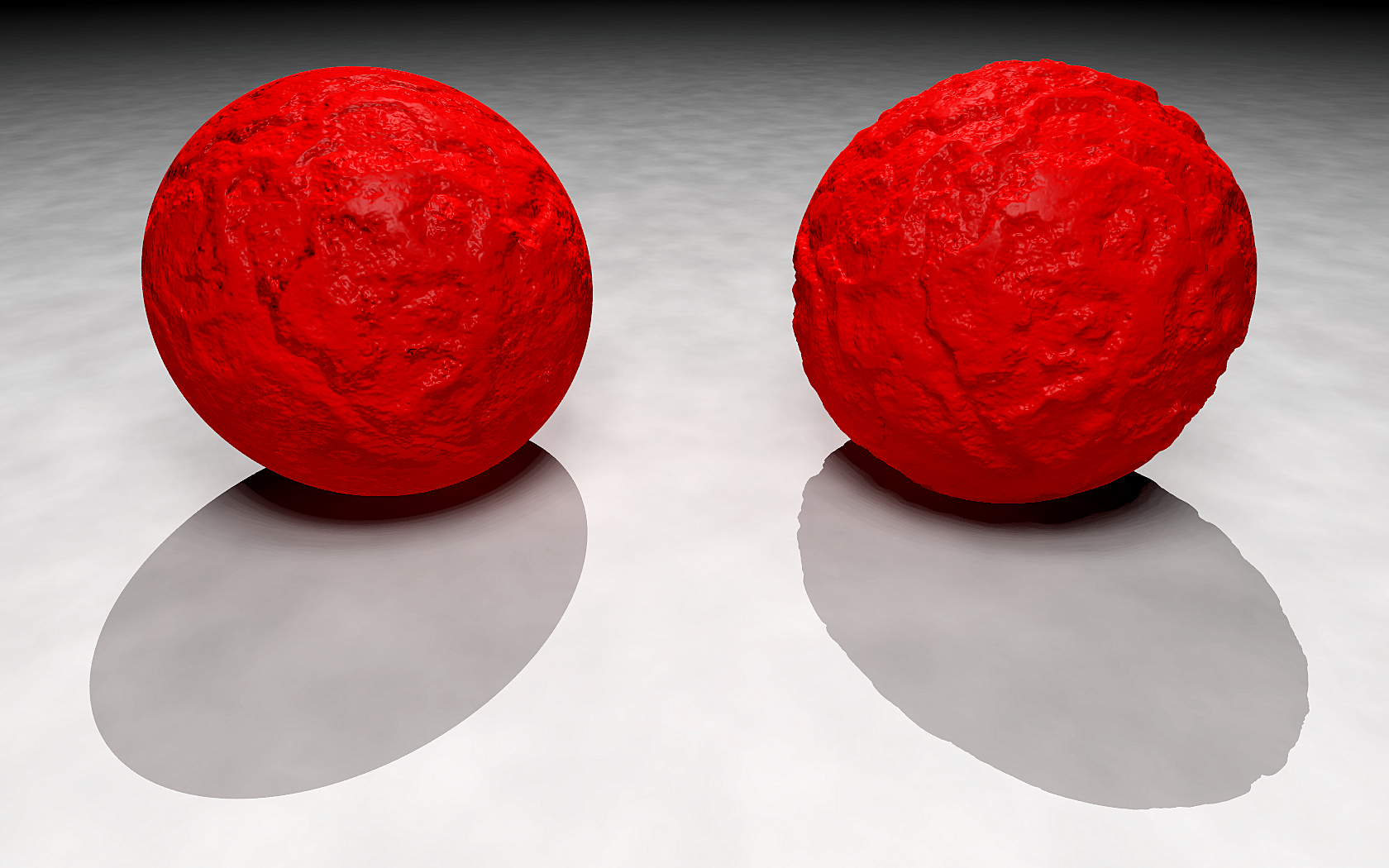

Эта техника, в отличие от описанных выше, изменяет геометрию поверхности по заданной карте высот, обычно передающейся в вершинный шейдер через текстуру. Преимущество в том, что освещение считается обычным способом (пиксельный шейдер может быть практически любым), но требует высокую детализацию модели. Вероятно, будет использоваться в будущем.